# Victor Jaunez
Victor Jaunez (Wallerfangen, 30 april 1839 - Haarlem, 21 juli 1916) was een Duits-Frans ingenieur en ondernemer, die voornamelijk in Nederland werkzaam was. Hij geldt als een van de sleutelfiguren in de geschiedenis van de Maastrichtse aardewerkfabriek Société Céramique (1863-1958), een bedrijf dat hij bijna een halve eeuw leidde.

## Levensloop

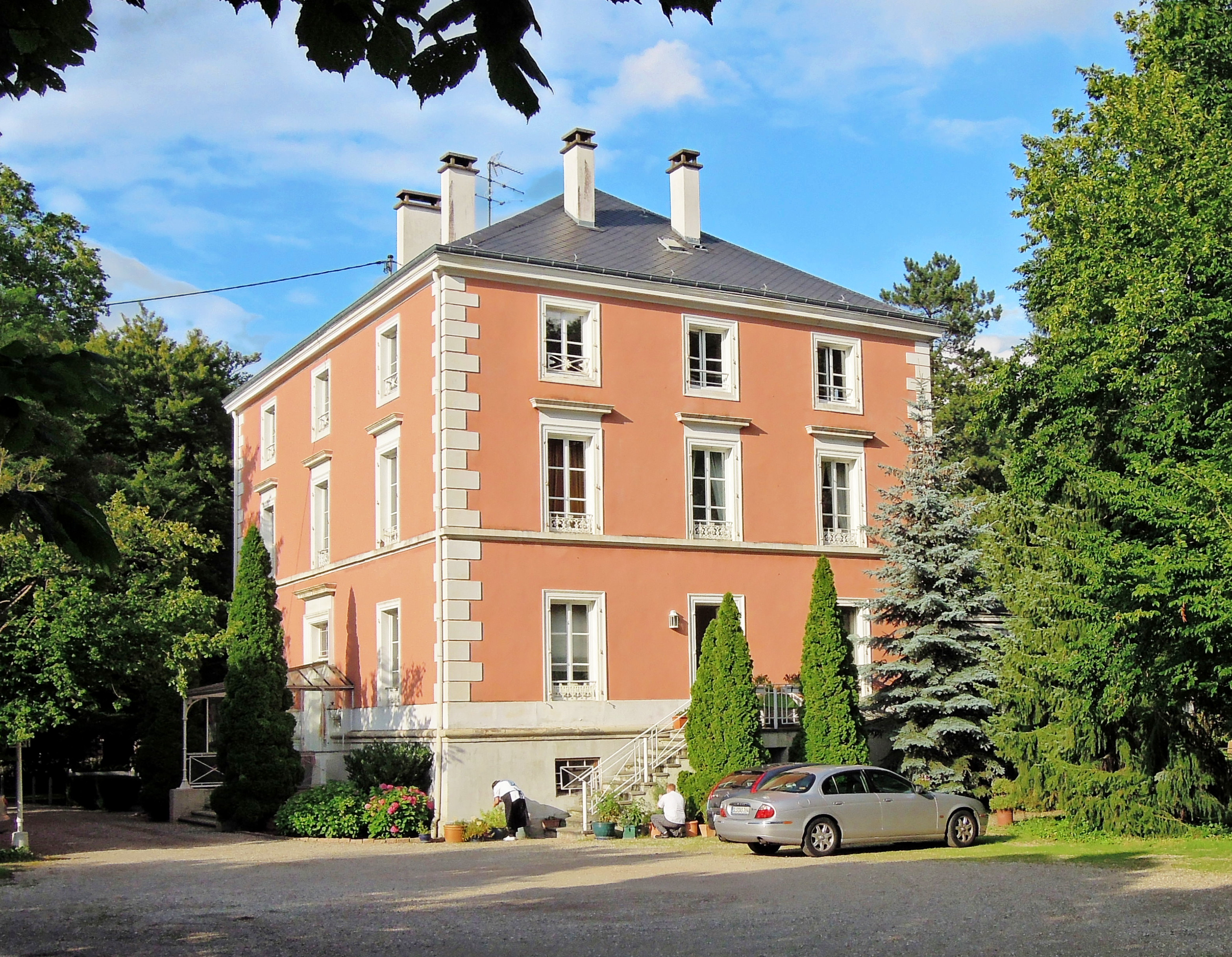
Voormalige directievilla in Wallerfangen, tegenwoordig hotel Villa Fayence, geboortehuis van Victor Jaunez

Victor Jaunez was een telg uit een geslacht van ondernemers en politici uit het Duits-Franse Elzas-Lotharingen. Zijn grootvader, Pierre-Sylvestre Jaunez (1755-1844), was architect en hoofd van het kadaster in Metz. Zijn ontwerp voor de overdekte markt van Metz werd gezien als vernieuwend. Victors oom, Édouard Jaunez (1795-1876), was burgemeester van Metz.
Victor Jaunez werd geboren als zoon van Auguste Jaunez en Elise Souty in het stadje Wallerfangen (Frans: Vaudrevange), in een streek die vanouds door Duitsland en Frankrijk werd betwist, maar die in 1839 tot de Pruisische Rijnprovincie behoorde. Zijn vader was van 1830 tot 1842 directeur van de in 1791 door Nicolas Villeroy opgerichte aardewerkfabriek van Wallerfangen, vanaf 1836 Villeroy & Boch geheten. Omstreeks 1835 bouwde dit bedrijf voor hem een kapitale, nog bestaande villa, waar in 1839 Victor werd geboren. Na 1842 nam een telg uit het geslacht Villeroy de leiding in de fabriek over. Waarschijnlijk bleef Auguste Jaunez daarna in een andere functie verbonden aan het bedrijf.
Victors oudere broer, eveneens Édouard Jaunez geheten (1834/35-1916), was een succesvol ondernemer en politicus. Hij was onder andere vanaf 1862 betrokken bij de bouw van een nieuwe fabriek van de Faïenceries de Sarreguemines en in 1865 medeoprichter van de tegelfabriek Utzschneider & Ed. Jaunez, beide in Sarreguemines (Duits: Saargemünd). Voor de Faïenceries de Sarreguemines acquireerde of stichtte hij minstens zeven aardewerkfabrieken in het Duits-Frans-Luxemburgse grensgebied. Daarnaast was hij burgemeester van het destijds Duitse Saargemünd, parlementslid van het Reichsland Elzas-Lotharingen en lid van de Rijksdag. In 1904 werd hij door keizer Wilhelm II in de adelstand verheven en verkreeg hij (net als zijn nageslacht), als ongetitelde adel, het adelspredicaat von. De keizer bezocht hem in 1905 op zijn kasteel in Rémelfing.
Victor Jaunez volgde wellicht dezelfde opleiding als zijn broer, die afgestudeerd was als ingenieur aan de prestigieuze École centrale in Parijs. Mogelijk werkte hij daarna, net als zijn vader, bij Villeroy & Boch in Wallerfangen. Vanaf 1863 was hij, aanvankelijk onder de hoede van zijn vader, verbonden aan de Société Céramique in Maastricht, waar hij ruim vijftig jaar zou blijven. Waarschijnlijk voelde Jaunez zich als Duits en Frans sprekend Lotharinger redelijk thuis in de grensstad Maastricht, waar het dialect verwant is aan het Duits en de bovenlaag van de bevolking Frans sprak. Het bedrijf waar hij voor werkte was vrijwel geheel in handen van Waalse investeerders, dus ook daar zal de taal geen probleem zijn geweest.

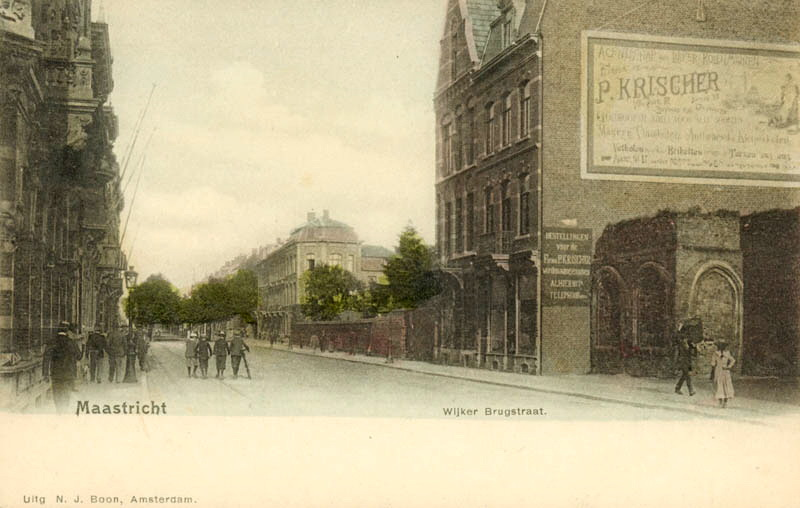
Ansichtkaart uit ca. 1902 van de Wycker Brugstraat, gezien naar het oosten. Rechts een restant van het Annunciatenklooster. In het midden de 'muur van Jaunez'

In juli 1868 trouwde Victor Jaunez in Luik met de 27-jarige, in Luik woonachtige Rosalie Kieffer. Zijn ouders woonden toen volgens de huwelijksakte in Metz en zijn vader was op dat moment rentenier. Rosalie was afkomstig uit het Franse Obergailbach, vlak bij de Duitse grens en slechts enkele tientallen kilometers verwijderd van de geboorteplaats van Victor. In de trouwakte erkennen beiden hun drie buitenechtelijk geboren dochters, waarvan de oudste in 1863 te Sarreguemines (de woonplaats van Victors oudere broer Édouard) was geboren, en de twee jongsten, een tweeling, in 1866 te Luik. Waarschijnlijk waren deze buitengewone omstandigheden voor Rosalie reden om zich vóór 1868 niet bij de vader van haar kinderen te voegen. Op 17 oktober 1868 liet het complete gezin zich in het bevolkingsregister van Maastricht inschrijven, met als woonadres Stenenwal nr. 258 (later nr. 38). Twee jaar later overleed de oudste dochter Elisa. In 1872 werd een vierde kind geboren.
Jaunez geldt als bouwheer van de directiewoning 'Villa Jaunez' (in feite een herenhuis) aan de Maaspuntweg 1 (voorheen Stenenwal 28). Of dit de woning was die de familie Jaunez in 1868 betrok na de verhuizing naar Maastricht, is niet zeker. Grenzend aan het herenhuis bevond zich tot omstreeks 1990 een oudere directeurswoning, waarin later kantoren voor beambten waren ondergebracht. Mogelijk woonde het gezin daar voordat het nog bestaande herenhuis werd gebouwd. Jaunez was tevens de eigenaar van de zogenoemde 'Hof van Jaunez', een ommuurd terrein in Wyck waarop zich de ruïne van het Annunciatenklooster bevond. Een deel van de ommuring werd tussen 1882 en 1892 bij de doortrekking van de Wycker Brugstraat gesloopt, maar een restant, de 'muur van Jaunez', stond er nog in 1914.
Victor Jaunez overleed op 77-jarige leeftijd in Haarlem, waar hij verbleef op het adres Kamperlaan 4. Het is niet bekend of hij permanent in Haarlem woonde of er slechts tijdelijk verbleef. De overlijdensaangifte werd gedaan door de tuinknecht Braak en de huisknecht Bon, mogelijk personeelsleden in dienst van Jaunez. Kamperlaan 4 is tegenwoordig het adres van de Mariastichting, een voormalig rooms-katholiek ziekenhuis uit 1899.

## Loopbaan
Kort voor 1863 trok Auguste Jaunez zich terug uit de directie van Villeroy & Boch. In dat jaar werd hij benaderd door de Nederlandse ondernemer Wijnand Nicolaas Clermont (1802-1879), mede-oprichter van de Maastrichtse aardewerkfabriek Clermont & Chainay. Clermont nodigde hem uit, samen met zijn zoon Victor, in Maastricht de leiding van de fabriek op zich te nemen. Die fabriek maakte sinds de oprichting in 1851 moeilijke tijden door. Ze werd sinds 1859 geleid door de Belgische ingenieur Guillaume Lambert (1818-1909), die er echter niet in geslaagd was het bedrijf winstgevend te maken. Auguste stemde er in toe zijn zoon Victor twee jaar lang in te werken bij de Société Céramique, zoals de fabriek vanaf 1863 heette.
Auguste Jaunez trok zich in 1865 inderdaad terug. Victor werd in 1867 benoemd tot directeur (in 1893 werd de officiële functieaanduiding directeur-gérant). Zijn voorganger Guillaume Lambert was al in 1863 op een zijspoor gezet en kort daarna vertrokken. Samen met de président (voorzitter van de raad van bestuur) François-Philippe de Haussy (1789-1869) en de in 1867 tot 'administrateur' benoemde graaf Henri de Meeûs (1824-1913) wist Jaunez het op de rand van een faillissement balancerende bedrijf te redden, hoewel de eerste jaren zeer moeizaam verliepen. Door aandelenemissies en leningen kwam er geld vrij voor investeringen en kon de fabriek zelfs worden uitgebreid op de voormalige vestingterreinen die vanaf 1867 beschikbaar kwamen.
In 1869 overleed De Haussy en volgde De Meeûs hem op als 'président'. Toen de afzet in het midden van de jaren 1870 stagneerde als gevolg van de Grote Depressie, drong de bank aan op aflossing van de schulden. Er volgden nieuwe aandelenemissies, waarna het bedrijf vrijwel geheel in handen kwam van de families De Meeûs, De Haussy, Dewandre, Gilliot en hun erven. De Société Céramique groeide dankzij deze kapitaalinjecties en de vasthoudendheid van directeur Jaunez uit tot een krachtige, succesvolle onderneming. Het aantal arbeiders steeg tussen 1866 en 1887 van 229 tot 764. De toenemende productie en afzet manifesteerden zich in een groeiend balanstotaal en forse winsten. In 1891 kon Jaunez met trots aan de raad van bestuur melden dat de onderneming schuldenvrij was. De winst liep op van 42.000 francs in 1878 tot 750.000 francs in 1911.
Op 20 juli 1912, in feite een jaar te vroeg, werd op grootse wijze het vijftigjarig jubileum van de onderneming én van directeur Jaunez gevierd. Jaunez had toen al een deel van de dagelijkse leiding overgedragen aan technisch directeur P.J. Lengersdorff (1868-1925). In juli 1913 werd Lengersdorff benoemd tot directeur-gérant; Jaunez bleef nog enige tijd aan als administrateur. Na het uitbreken van de Eerste Wereldoorlog wisten de Engelsen het ontslag af te dwingen van de Duitser Lengersdorff, die enkele jaren later directeur zou worden van de eerder genoemde aardewerkfabriek van Villeroy & Boch in Wallerfangen, waar hij tot zijn dood in het geboortehuis van Victor Jaunez woonde.

## Huwelijk en nageslacht
Victor Jaunez trad op 25 juli 1868 te Luik in het huwelijk met Rosalie Kieffer (1840-1898), dochter van Georges Kieffer en Marguerite François. Het echtpaar kreeg vier dochters, waarvan drie buitenechtelijk werden geboren:
- Elisa Jaunez (1863-1870)
- Marie (Louise) Jaunez (1866-1948), tweelingzuster van Cécile
- Cécile Jaunez (1866-?), tweelingzuster van Marie
- Fanny Rosalie Jaunez (1872-?)

## Nalatenschap

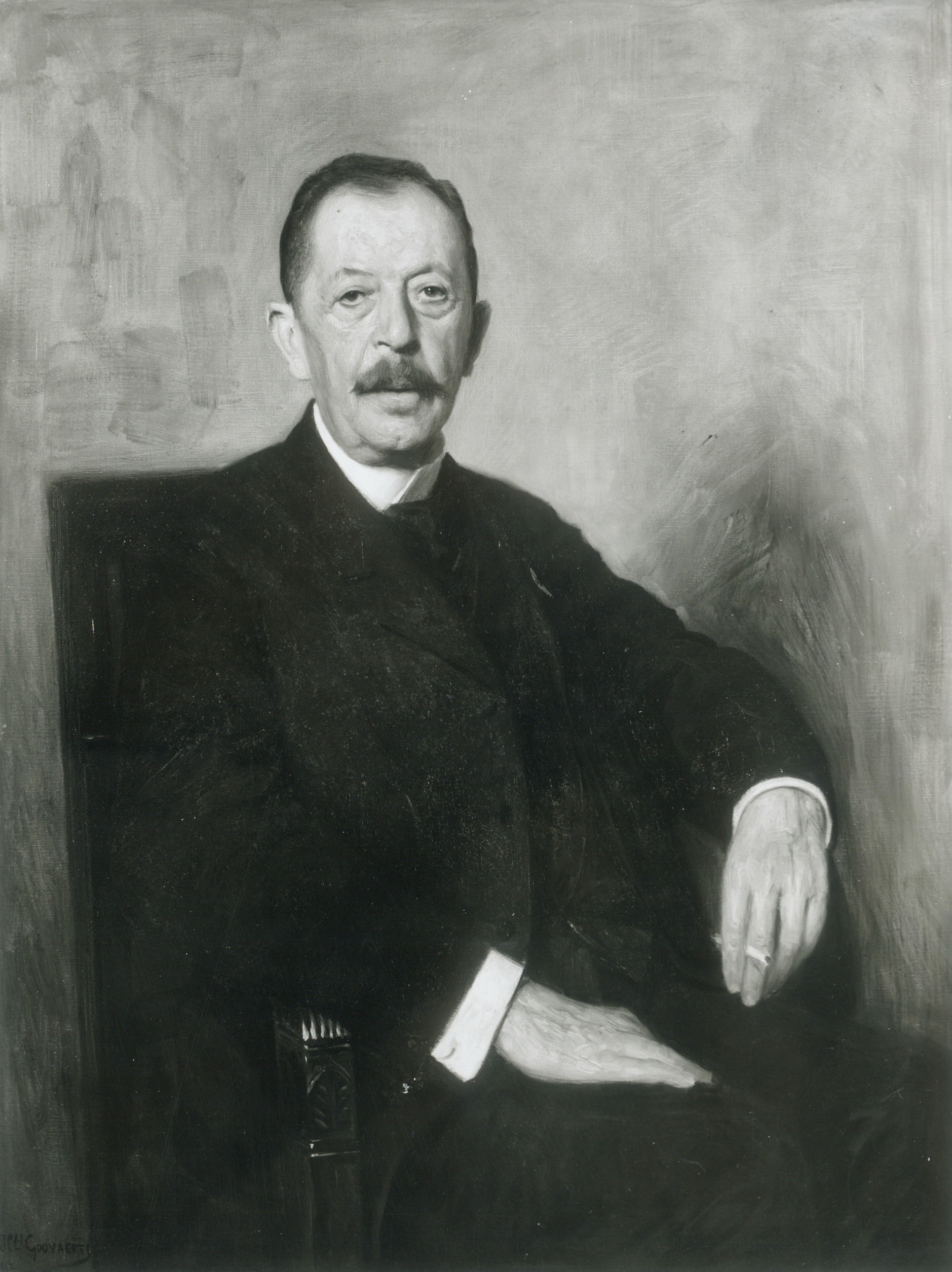
Portretschildering van Jaunez bij gelegenheid van het 50-jarig bedrijfsjubileum (H. Goovaerts, 1912)

In het bedrijfsarchief van de Société Céramique in het Sociaal Historisch Centrum voor Limburg bevinden zich diverse nauwelijks bestudeerde stukken met betrekking tot Victor Jaunez. Sommige hebben betrekking op het zilveren en gouden bedrijfsjubileum van Jaunez. Andere roepen meer vragen op, zoals de correspondentie die Wijnand Clermont in 1869-1870 voerde met de fabrikant Ed. Wood te Porthill (Newcastle-under-Lyme, in de zgn. Staffordshire Potteries, West Midlands, Engeland) over een mogelijke aanstelling van Jaunez als directeur daar.
Producten van de Société Céramique uit de periode Jaunez bevinden zich in het Centre Céramique en diverse andere museale en particuliere collecties. Een jubileumbord uit 1913 (wél het 'goede' jubileumjaar) toont een portret van 'président' De Meeûs en 'directeur-gérant' Jaunez. Een jaar eerder schilderde Henri Goovaerts (1865-1912) een portret van Jaunez – driekwart zittend en met een sigaret in zijn hand – in olieverf. Het schilderij bevond zich jarenlang in de bedrijfscollectie van de Société Céramique en de Koninklijke Sphinx. Het werd in 1993 voor het laatst geëxposeerd. De huidige verblijfplaats is onbekend.
De Villa Jaunez is een laat-negentiende-eeuws, deels vrijstaand herenhuis in Wyck-Maastricht, dat fraai gelegen is aan de Maas. Het voormalige woonhuis van directeur Jaunez en zijn gezin is in 1999 zowel uitwendig als inwendig sterk verbouwd naar plannen van architect Jo Coenen en maakte twee decennia deel uit van het kantoorgebouw Maaskantoren. In 2019 werd het verbouwd tot luxe-appartementencomplex. De hoge voorgevel aan de Maaspuntweg (voorheen Stenenwal) heeft een plint van grijze natuursteen en daarboven speklagen van natuur- en baksteen. Op de begane grond bevindt zich de entree met de oorspronkelijke dubbele paneeldeur en een vierkant venster met ingebouwd rolluik. De eerste verdieping bevat een smal rechthoekig venster en een breed rondboogvenster met een hardstenen omlijsting. Alle vensters hebben glas-in-loodbovenlichten. Boven de kroonlijst met consoles bevindt zich nog een lage mezzanino met vijf kleine ronde vensters. Het vrij vlakke lessenaardak is geheel vernieuwd. In de noordelijke zijgevel, die oorspronkelijk niet vrijliggend was, zijn in 1999 vensteropeningen aangebracht die een blik gunnen op het interieur met onder andere een fin de siècle trappenhuis en stucdecoraties. Een niet-historisch grachtje verbindt het oude gebouw met de achtergelegen nieuwbouw aan de noordzijde van Plein 1992, die bestaat uit glazen vliesgevels en een wit gestucte luifel met stalen lamellen op slanke kolommen. De tuinmuur van Villa Jaunez is aan de noordzijde deels bewaard gebleven in de uitbreiding van het toenmalige Hotel Maastricht (nu Crowne Plaza Maastricht).
De Biscuit- of Bordenhal op het Plein 1992 (zuidzijde) is het enige bewaard gebleven fabrieksgebouw van de Société Céramique uit de periode Jaunez. De productiehal uit circa 1880 was aanvankelijk een fabriekje voor het inbranden van bisquit-aardewerk, later voor het inbranden van glazuur en het maken van borden. Het is een langgerekt bouwwerk van witgeschilderde baksteen in traditioneel-ambachtelijke stijl. De kopgevel aan de Maaszijde heeft twee karakteristieke stalen rondboogvensters en een rond stalen topgevelvenster. Kenmerkend is de dakconstructie van stalen Polonceau-spanten, die rusten op steunberen die aan de buitengevels zichtbaar zijn. Het middendeel van de houten dakconstructie is verhoogd, waardoor de hal een hoge lichtinval heeft. In 1951 werd de hal verbouwd, waarbij het aantal lichtvlakken in het dak werd uitgebreid. Een jaarsteen herinnert aan de verbouwing. In 1998-1999 werd het bouwwerk gerenoveerd door architect Jo Coenen en ingericht tot theaterzaal voor Theatergroep Het Vervolg (sinds 2009 Toneelgroep Maastricht).

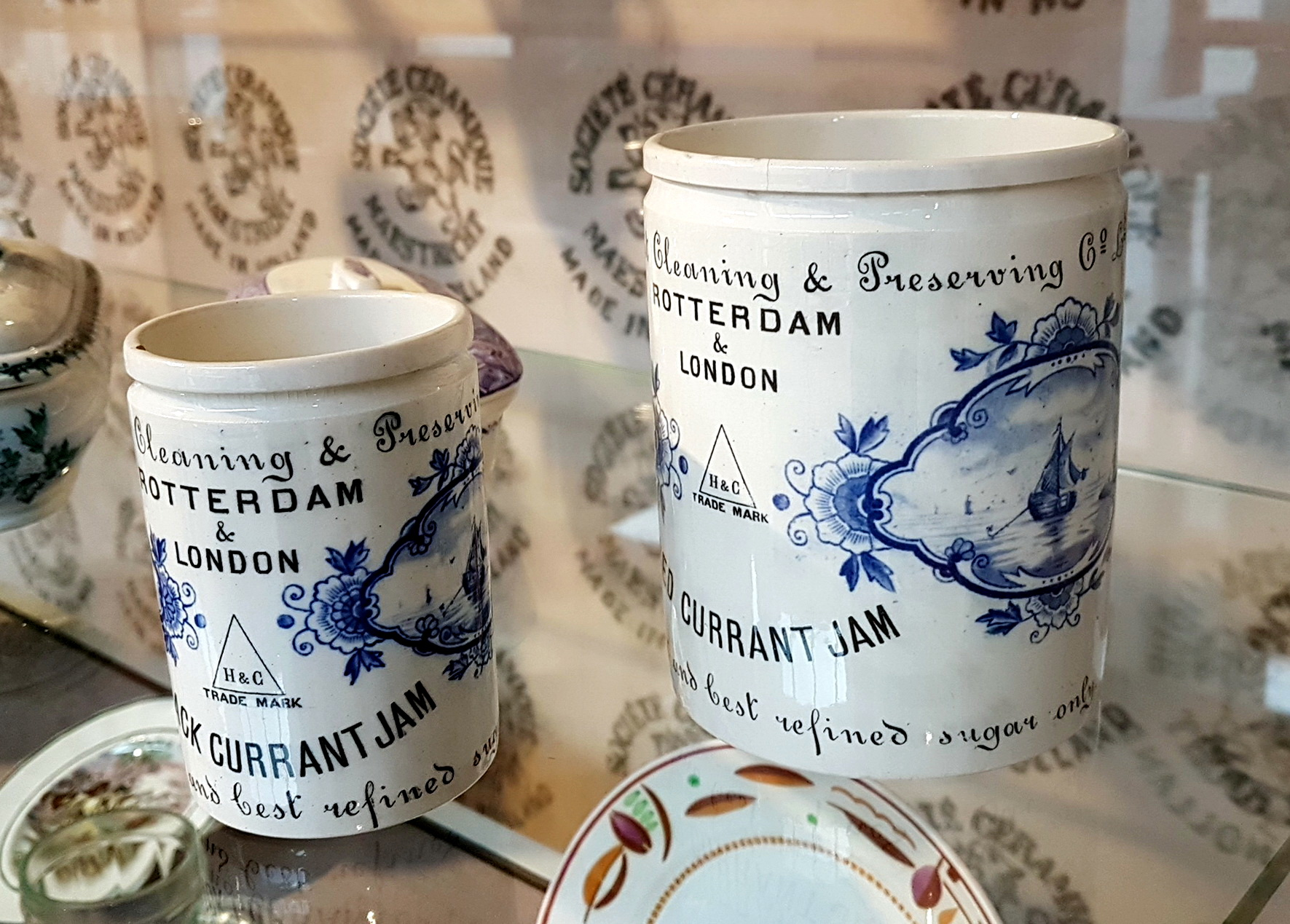
Jampotjes van de Société Céramique voor de exportmarkt, ca. 1900
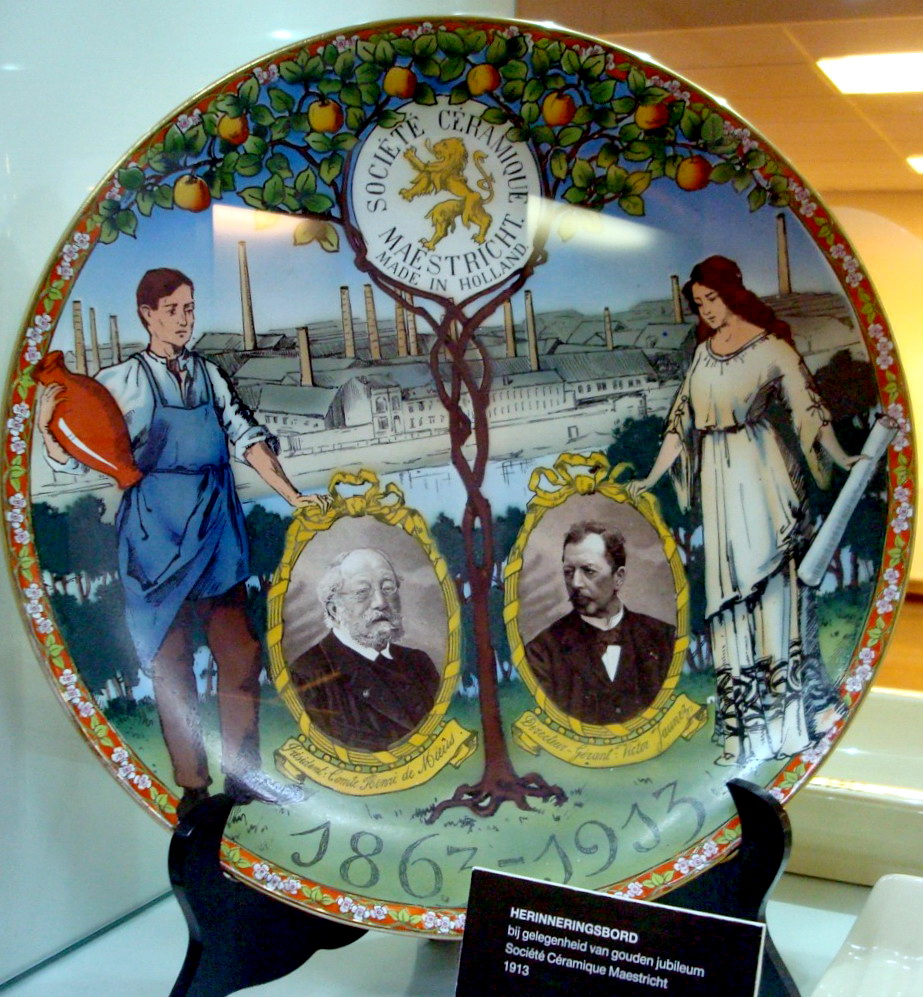
Jubileumbord Société Céramique met portretten De Meeûs en Jaunez
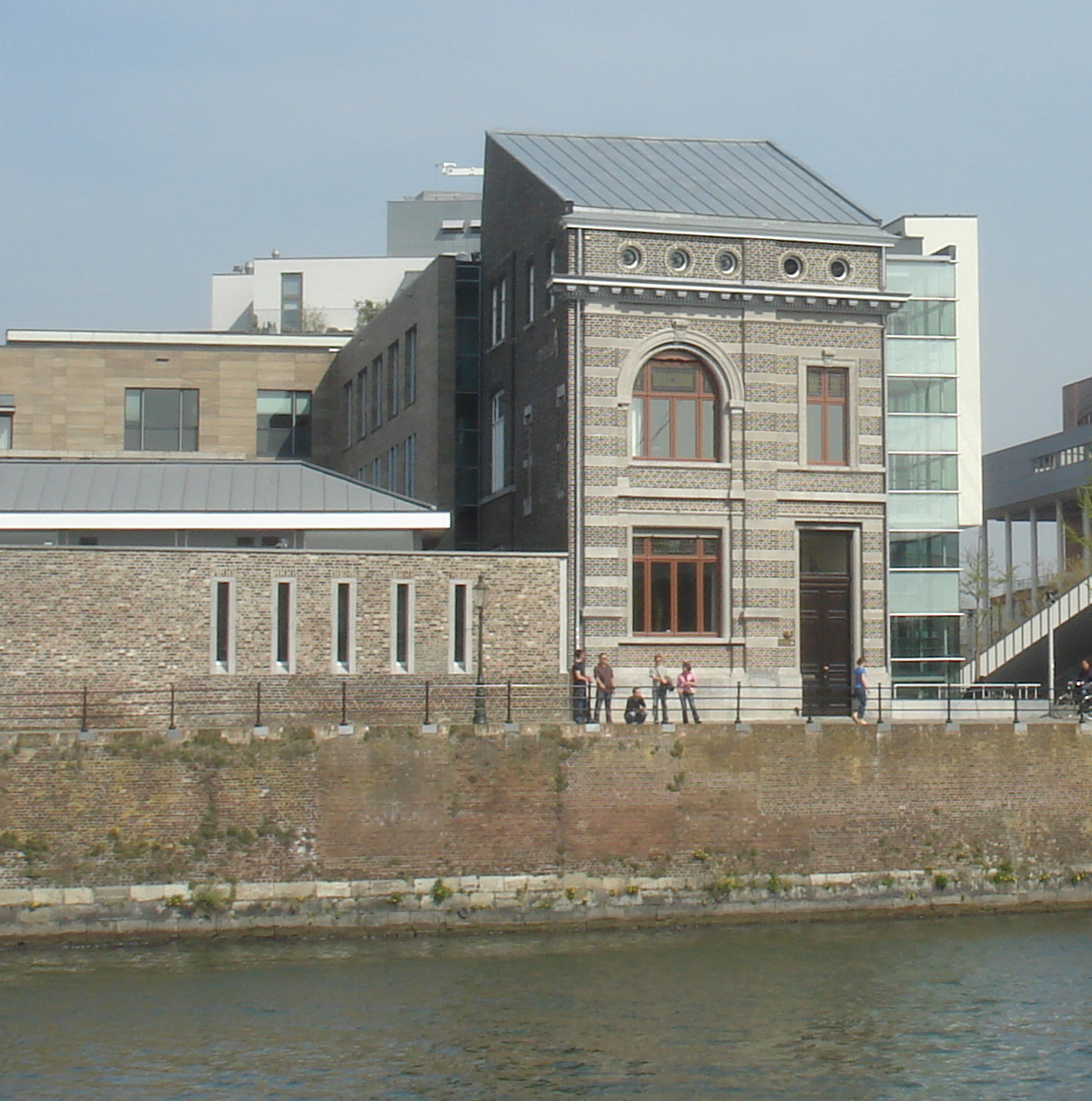
'Villa' Jaunez aan de Maas
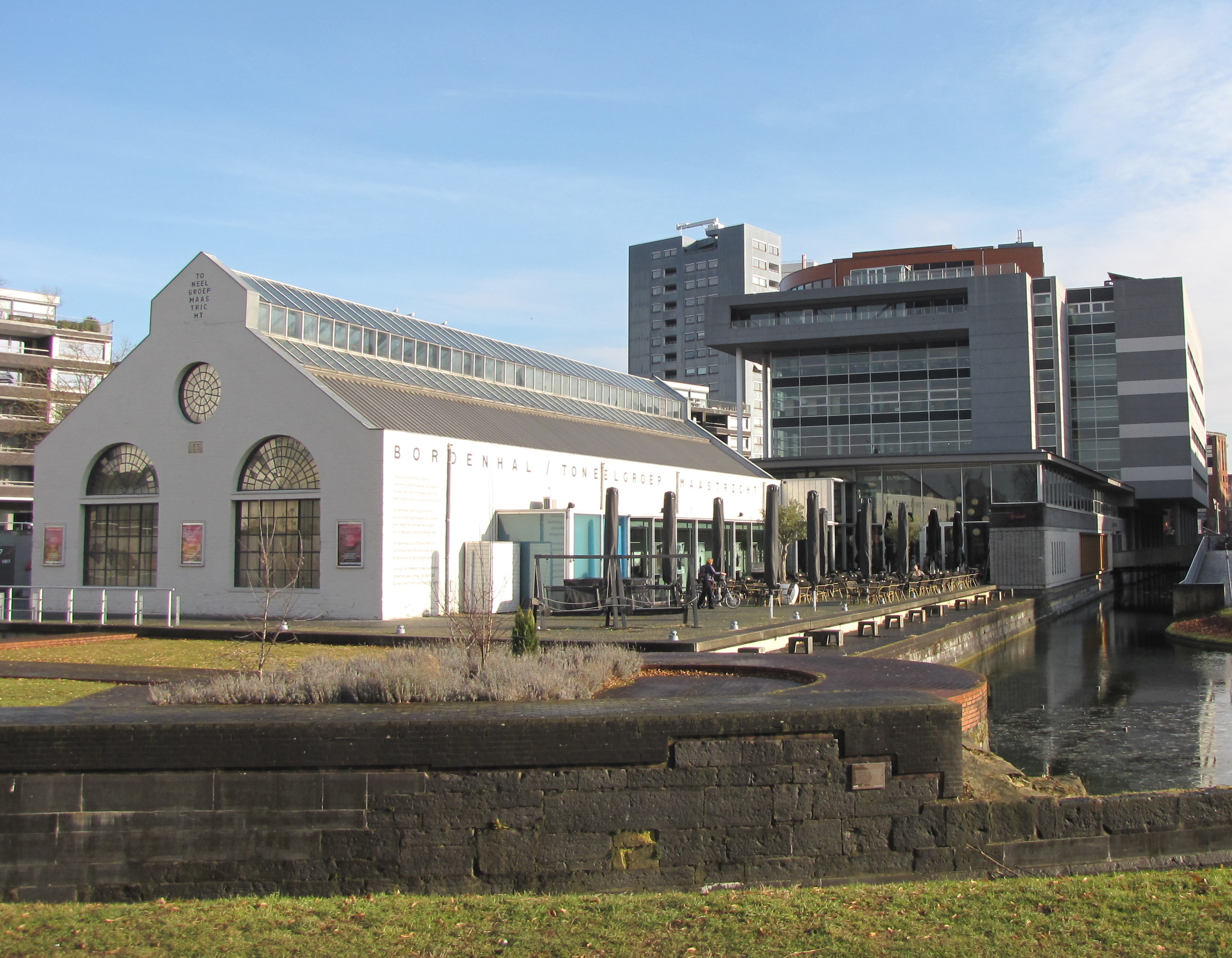
Biscuit- of bordenhal en Centre Céramique